# Astrup (Ringkøbing-Skjern)
Astrup is een plaats in de Deense regio Midden-Jutland, gemeente Ringkøbing-Skjern, en telt 277 inwoners (2019). Astrup valt onder de parochie Faster. De parochiekerk ligt in het 2 kilometer zuidelijker gelegen dorpje Faster.
Eind 19e eeuw beschikte Astrup over een school, een molen en een herberg.
In Astrup zijn diverse faciliteiten, zoals een school en een kinderopvang. Het activiteitengebouw is onderdeel van de school, maar inwoners kunnen ook gebruik maken van de vergaderruimtes en sportzalen.
In 1933 werd in Astrup een zuivelcoöperatie gebouwd (de Faster Andelsmejeri) waarvan lokale boeren aandeelhouders waren. Later gebruikte Arla het gebouw als boterfabriek. In 1999 werden de activiteiten gestaakt en ging het gebouw over in particuliere handen. In 2007 nam een vereniging het gebouw over, met als doelstelling het renoveren van het oude gebouw en het ontwikkelen van nieuwe bedrijvigheid. Na de renovatie vestigden zich een winkel en kleinschalige bedrijfjes in het pand. Ook vindt hier de verhuur plaats van spoorfietsen voor de voormalige spoorlijn Skjern - Videbæk.